# Monnetay
Monnetay ist eine französische Gemeinde im Département Jura in der Region Bourgogne-Franche-Comté. Sie gehört zum Arrondissement Lons-le-Saunier und zum Kanton Saint-Amour.
Die Gemeinde grenzt an Nancuise, Marigna-sur-Valouse, Montrevel, Val Suran mit Louvenne und Gigny. Im Nordwesten besteht ein Berührungspunkt mit Pimorin. Eine Départementsstraße verbindet die Ortschaft mit Marigna-sur-Valouse und Louvenne.

## Weblinks

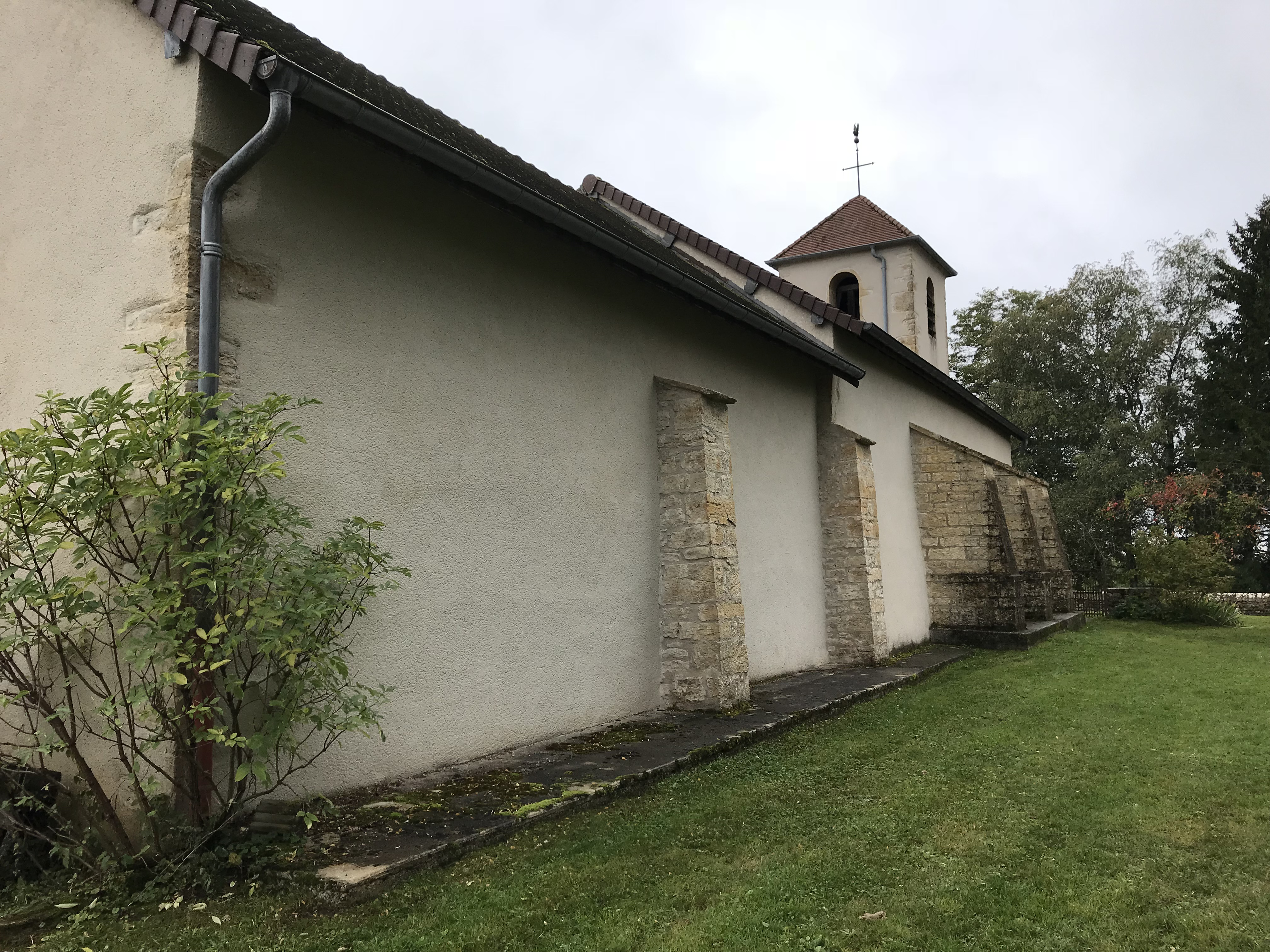
Kirche Saint-Hippolyte

## Bevölkerungsentwicklung
| Jahr                       | 1962 | 1968 | 1975 | 1982 | 1990 | 1999 | 2008 | 2017 |
| Einwohner                  | 32   | 25   | 28   | 22   | 19   | 16   | 15   | 14   |
| Quellen: Cassini und INSEE |      |      |      |      |      |      |      |      |